# Liste der Baudenkmale in Goslar - Bäringerstraße
In der Liste der Baudenkmale in Goslar - Bäringerstraße sind alle Baudenkmale in der Bäringerstraße der niedersächsischen Gemeinde Goslar aufgelistet. Die Quelle der Baudenkmale ist der Denkmalatlas Niedersachsen. Der Stand der Liste ist der 25. September 2022.

## Allgemein
In den Spalten befinden sich folgende Informationen:
- Lage: die Adresse des Baudenkmales und die geographischen Koordinaten. Kartenansicht, um Koordinaten zu setzen. In der Kartenansicht sind Baudenkmale ohne Koordinaten mit einem roten Marker dargestellt und können in der Karte gesetzt werden. Baudenkmale ohne Bild sind mit einem blauen Marker gekennzeichnet, Baudenkmale mit Bild mit einem grünen Marker.
- Bezeichnung: Bezeichnung des Baudenkmales
- Beschreibung: die Beschreibung des Baudenkmales. Unter § 3 Abs. 2 NDSchG werden Einzeldenkmale und unter § 3 Abs. 3 NDSchG Gruppen baulicher Anlagen und deren Bestandteile ausgewiesen.
- ID: die Objekt-ID des Baudenkmales
- Bild: ein Bild des Baudenkmales, ggf. zusätzlich mit einem Link zu weiteren Fotos des Baudenkmals im Medienarchiv Wikimedia Commons. Wenn man auf das Kamerasymbol klickt, können Fotos zu Baudenkmalen aus dieser Liste hochgeladen werden:

Zurück zur Hauptliste
| Lage                                                | Bezeichnung               | Beschreibung | ID       | Bild           |
| --------------------------------------------------- | ------------------------- | --- | -------- | -------------- |
| Bäringerstraße 51° 54′ 29″ N, 10° 25′ 14″ O         | Stadtmauer                | Fragment der historischen Stadtbefestigung (innerer Mauerring) südlich des Vititors; Bruchsteinmauerwerk. | 41200057 |                |
| Bäringerstraße 51° 54′ 28″ N, 10° 25′ 15″ O         | Straßenraum               | | 36591257 | Weitere Bilder |
| Bäringerstraße 1 51° 54′ 21″ N, 10° 25′ 23″ O       | Wohnhaus                  | Viergeschossiger Fachwerkbau mit Satteldach in Schieferdeckung, traufständig. Fassade fachwerksichtig, im EG ehemalige Däle 1896 als Laden umgebaut, Schaufensterverglasung; OGs in Stockwerksbauweise, vorkragend, enge Gefachreihung, Brüstungsbohlen mit Ohrmuschelschnitzereien, Schwellen mit Schiffskehlen; 3. OG aufgestockt, mit regelmäßigen Fußstreben. | 36515393 |                |
| Bäringerstraße 2 51° 54′ 21″ N, 10° 25′ 23″ O       | Wohnhaus                  | Zweigeschossiger Fachwerkbau mit Satteldach in Ziegeldeckung, breite Schleppgaube mit mittigem Zwerchhaus, traufständig. Fassade fachwerksichtig, schmale Zwischengefache, ehemaliger Ladeneinbau im EG 2017 mit Fachwerkfassade geschlossen. | 36515424 |                |
| Bäringerstraße 2 51° 54′ 22″ N, 10° 25′ 24″ O       | Hinterhaus                | Eingeschossiger Fachwerkbau mit Flachdach und Dachterrasse. | 36585169 | BW             |
| Bäringerstraße 3 51° 54′ 22″ N, 10° 25′ 22″ O       | Wohn-/ Geschäftshaus      | Dreigeschossiger Massivbau mit Walmdach in Ziegeldeckung, traufständiges Eckhaus. Fassade in Natursteinmauerwerk, EG mit Rund- und Korbbogenöffnungen. | 36600508 | Weitere Bilder |
| Bäringerstraße 3 51° 54′ 22″ N, 10° 25′ 23″ O       | Wohnhaus                  | Dreigeschossiger Fachwerkbau mit Satteldach in Ziegeldeckung, traufständig. Fassade fachwerksichtig, Giebelseite mit Schiefer verkleidet. | 36590198 | Weitere Bilder |
| Bäringerstraße 4 51° 54′ 22″ N, 10° 25′ 22″ O       | Wohn-/ Geschäftshaus      | Bestehend aus zwei gleichartigen, zusammengefügten Fachwerkbauten von je sechs Gefachen, errichtet gemäß Inschrift über der Hoftür 1660. Dreigeschossiger Fachwerkbau mit Satteldach in Schieferdeckung, traufständiges Eckgebäude; EG seit 1909 mit Ladeneinbau, Putzfassade, OGs fachwerksichtig, Brüstungsbohlen mit Beschlagwerk ornamentiert farbig gefasst, Ständerfüße kassettiert, Füllhölzer mit Schiffskehlen und Taustäben; Oberstöcke ehemals Speichergeschosse, seit 1945 als Wohnungen ausgebaut. Rückwärtiger Flügelbau an der Jakobistraße, Fachwerkbau mit drei Gefachen Breite, Rahmenprofil auf der Schwelle sowie regelmäßige Fußstreben. | 36600536 |                |
| Bäringerstraße 5 51° 54′ 22″ N, 10° 25′ 21″ O       | Wohnhaus                  | Zweigeschossiger Fachwerkbau mit Satteldach in Ziegeldeckung, traufständig; Fassade fachwerksichtig, symmetrisch gegliedert, vier Gefache, Zwischengefache mit Brustriegeln. | 36515455 |                |
| Bäringerstraße 6 51° 54′ 23″ N, 10° 25′ 21″ O       | Wohn-/ Geschäftshaus      | Dreigeschossiger Fachwerkbau mit Satteldach in Schieferdeckung, traufständig; EG 1908 durch Einbau einer Gaststätte verändert, Putzfassade, OGs fachwerksichtig, stockwerksweise vorkragend auf waagerecht profilierten Knaggen und Balkenköpfen, Schwelle mit Trapezfries, regelmäßige Fußstreben (teilweise bei Fenstervergößerungen versetzt), im Dachgebälk Windbretter mit Beschlagornamentik bemalt; Giebelseite mit Schiefer verkleidet. | 36515487 | Weitere Bilder |
| Bäringerstraße 6 51° 54′ 23″ N, 10° 25′ 21″ O       | Hinterhaus                | Um 1900 errichteter zweigeschossiger Fachwerkbau mit Satteldach in Ziegeldeckung, traufständig; Fassade fachwerksichtig, hofseitig und im Giebel bauzeitliche Fenster erhalten. Saalbau der Gaststätte unter Einbeziehung älterer Anbaustrukturden im EG. | 36590147 | Weitere Bilder |
| Bäringerstraße 6 51° 54′ 23″ N, 10° 25′ 22″ O       | Nebengebäude              | Eingeschossiger Massivbau mit Kniestock in Fachwerkbauweise, mit Pultdach. Fassade verputzt, Kniestock fachwerksichtig. | 39745397 | BW             |
| Bäringerstraße 7 51° 54′ 23″ N, 10° 25′ 20″ O       | Wohnhaus                  | Zweigeschossiger Fachwerkbau mit Walmdach in Ziegeldeckung, traufständig, Eckgebäude; im EG an der Seitenfront zur Schilderstraße Mauerrest eines spätmittelalterlichen Hauses, mit Biforium. Fassade zur Bäringerstraße: im EG Schaufensterfront (Ladeneinbau von 1878), im OG mit Schiefer verkleidet, Fassade zur Schilderstraße: oberhalb der Natursteinmauer des Vorgängerbaus fachwerksichtig. | 36515520 |                |
| Bäringerstraße 7 51° 54′ 23″ N, 10° 25′ 21″ O       | Hinterhaus                | Zweigeschossiger Fachwerkbau mit Satteldach, traufständig; Fassade mit Holz verschalt, Obergeschoss leicht vorkragend. | 36582626 |                |
| Bäringerstraße 8 51° 54′ 23″ N, 10° 25′ 20″ O       | Wohnhaus                  | Zweigeschossiger Fachwerkbau mit Satteldach, traufständig; Fassade mit Schiefer verkleidet; Sockel massiv, verputzt. | 36515560 |                |
| Bäringerstraße 9 51° 54′ 24″ N, 10° 25′ 19″ O       | Wohn-/ Geschäftshaus      | Zweigeschossiger Fachwerkbau mit Satteldach, mittiges Zwerchhaus mit Krüppelwalmdach, traufständig mit seitlichem Bauwich; Fassade im EG verputzt, im OG mit Schiefer verkleidet, Giebelseite mit Holz verschalt. | 36560476 |                |
| Bäringerstraße 9 51° 54′ 24″ N, 10° 25′ 20″ O       | Wohnhaus                  | Zweieinhalbgeschossiger Fachwerkbau mit Satteldach in asymmetrischer Firststellung, frei stehend; Fassade fachwerksichtig, DG mit Schiefer verkleidet. | 40104276 | BW             |
| Bäringerstraße 10 51° 54′ 24″ N, 10° 25′ 19″ O      | Wohnhaus                  | Zweigeschossiger Fachwerkbau mit Satteldach und drei giebelständigen Gauben, traufständig mit seitlichem Bauwich; Straßenfassade im EG verputzt, mit Tordurchfahrt, im OG mit Schiefer verkleidet, Hoffassade fachwerksichtig, 1953 um 2. OG aufgestockt. | 36567149 | Weitere Bilder |
| Bäringerstraße 11 51° 54′ 25″ N, 10° 25′ 18″ O      | Wohnhaus                  | Eingeschossiger Fachwerkbau mit Satteldach und Zwerchhaus, traufständig mit Tordurchfahrt vor dem Südgiebel; Fassade 1981 neugestaltet, fachwerksichtig, Kniestock und Zwerchhausgiebel mit Schiefer verkleidet. | 36560453 |                |
| Bäringerstraße 12 51° 54′ 25″ N, 10° 25′ 18″ O      | Wohnhaus                  | Zweigeschossiger Fachwerkbau mit Satteldach in Ziegeldeckung, traufständig. Fassade mit Schiefer verkleidet, im EG Ladeneinbau mit großem Schaufenster. | 36515588 |                |
| Bäringerstraße 13 51° 54′ 25″ N, 10° 25′ 18″ O      | Wohnhaus                  | Eingeschossiger Massivbau mit Mansarddach und Zwerchhaus, traufständig, Tordurchfahrt an der rechten Seite zu rückwärtigem Hofraum; Straßenfassade in Backsteinmauerwerk mit Werksteineinfassungen der Fenster und Zwerchhauskanten, halbrunder Erker im Obergeschoss des Zwerchhauses, DG über Tordurchfahrt 1930 ausgebaut, Hofseite im EG in Massivbauweise, verputzt, OG in Fachwerkbauweise, fachwerksichtig. | 36515616 | Weitere Bilder |
| Bäringerstraße 13 51° 54′ 26″ N, 10° 25′ 19″ O      | Nebengebäude              | Zweigeschossiges Nebengebäude mit Pultdach, EG in Massivbauweise, OG in Fachwerkbauweise, fachwerksichtig. | 36590731 | Weitere Bilder |
| Bäringerstraße 13 51° 54′ 26″ N, 10° 25′ 18″ O      | Hof                       | Hof mit zeitgenössischem Kopfsteinpflaster | 36567290 | Weitere Bilder |
| Bäringerstraße 14 51° 54′ 26″ N, 10° 25′ 17″ O      | Wohnhaus                  | Zweigeschossiger Fachwerkbau mit Satteldach in Ziegeldeckung, traufständig; Fassade mit Schiefer verkleidet, Tordurchfahrt rechts. | 36515647 | Weitere Bilder |
| Bäringerstraße 14 51° 54′ 26″ N, 10° 25′ 18″ O      | Nebengebäude              | Zweigeschossiger Fachwerkbau mit Satteldach in Ziegeldeckung, frei stehend; Fassade fachwerksichtig, Giebelseite mit Dachziegeln verkleidet. | 36572032 | Weitere Bilder |
| Bäringerstraße 15 51° 54′ 26″ N, 10° 25′ 17″ O      | Wohnhaus                  | Zweigeschossiger Fachwerkbau mit Satteldach in Ziegeldeckung, traufständig; Straßenfassade im EG mit Holz verschalt, im OG mit Schiefer verkleidet. | 36515678 |                |
| Bäringerstraße 16 51° 54′ 27″ N, 10° 25′ 17″ O      | Wohnhaus                  | Zweigeschossiger Fachwerkbau mit Satteldach in Schieferdeckung, traufständig; Fassade im EG mit Holz verschalt, im OG mit Schiefer verkleidet. | 36600567 |                |
| Bäringerstraße 17 51° 54′ 27″ N, 10° 25′ 16″ O      | Wohnhaus                  | Zweigeschossiger Fachwerkbau mit Satteldach in Ziegeldeckung, traufständiges Endgebäude; Fassade mit Schiefer verkleidet, im EG Ladeneinbau aus dem späten 19. Jh. | 36600595 |                |
| Bäringerstraße 19 51° 54′ 29″ N, 10° 25′ 14″ O      | Vititor                   | Zweigeschossiger Massivbau in Bruchsteinmauerwerk, ehemaliger Torturm des Außentors, 1818 durch weitgehenden Abbruch des Außentors fragmentiert; Außenseite halbkreisförmig, Innenseite geradlinig, im EG mit Tür samt aufwendig gestalteter Rahmung (Inschrift „Anno 1721“), OG leicht vorkragend, mit Schiefer verkleidet. | 36599863 | Weitere Bilder |
| Bäringerstraße 19 51° 54′ 30″ N, 10° 25′ 15″ O      | Wallanlage                | Reste der historischen Wallanlage im Bereich des ehemaligen Vititors, bestehend aus dem ca. 5 m hohen Wall, einer hoch gelegenen Gartenfläche südlich des Walls sowie einer Ende des 19. Jh. als Parkanlage neu gestalteten Grünfläche nördlich des Walls. | 36566464 | Weitere Bilder |
| Bäringerstraße 19 51° 54′ 30″ N, 10° 25′ 14″ O      | Einfriedung               | | 36594751 | Weitere Bilder |
| Bäringerstraße 21 51° 54′ 30″ N, 10° 25′ 13″ O      | Wohn- und Geschäftshaus   | | 36600887 | Weitere Bilder |
| Bäringerstraße 22 51° 54′ 30″ N, 10° 25′ 13″ O      | Wohn-/ Geschäftshaus      | Zweigeschossiger Fachwerkbau mit Satteldach in Ziegeldeckung, traufständig. EG mit Schaufensterverglasung, OG fachwerksichtig, Giebelseite mit Schiefer verkleidet. | 36600624 | Weitere Bilder |
| Bäringerstraße 24 - 25 51° 54′ 28″ N, 10° 25′ 14″ O | Wohn-/ Geschäftshaus      | Zweigeschossiges Gebäude aus zwei Gebäudeteilen, mit Satteldach in Schieferdeckung, mittiger Erker mit Zwerchhaus; traufständig. Fassade im EG mit Schaufensterverglasung, OG verputzt. | 36516058 | Weitere Bilder |
| Bäringerstraße 24 51° 54′ 28″ N, 10° 25′ 13″ O      | Stützmauer                | Stützmauer in Bruchsteinmauerwerk entlang der Bäringerstraße sowie rückwärtig zum ehemaligen Wallbereich westlich des Vititors, errichtet um 1850 als Teil der Kuranstalt von Friedrich Lampe. | 36595167 | Weitere Bilder |
| Bäringerstraße 26 51° 54′ 27″ N, 10° 25′ 15″ O      | Wohn-/ Geschäftshaus      | Zweigeschossiger Fachwerkbau mit Satteldach und Zwerchhaus, Oberstock und Kniestock leicht vorkragend; traufständig. Im EG 1898 Veränderung der ursprünglichen Fachwerkstruktur für den Einbau eines Ladens; Sockel massiv, verputzt. | 36515706 | Weitere Bilder |
| Bäringerstraße 27 51° 54′ 27″ N, 10° 25′ 15″ O      | Bürgerhaus Rote           | Dreigeschossiger Fachwerkbau mit Satteldach in Schieferdeckung, traufständig. Fassade im Erd- und 1. OG verputzt, EG mit Ladeneinbau von 1898; 2. OG fachwerksichtig, Brüstungsbohlen mit Fächerrosetten ornamentiert, Füllhölzer mit Schiffskehlen und Taustäben, Schwelle mit Inschrift und Datierung „Anno:domini.1.5:6:6:Lü:Rote“. | 36515734 | Weitere Bilder |
| Bäringerstraße 27 51° 54′ 27″ N, 10° 25′ 14″ O      | Nebengebäude              | | 36577381 | BW             |
| Bäringerstraße 28 51° 54′ 27″ N, 10° 25′ 15″ O      | Wohn-/ Wirtschaftsgebäude | Dreigeschossiger Fachwerkbau mit Satteldach in Schieferdeckung, traufständig. Fassade fachwerksichtig, Tordurchfahrt, Däle 1874 erneuert; ehemaliger Speicherstock im 2. OG auskragend auf horizontal profilierten Balkenköpfen, Brüstungsgefache mit regelmäßigen Fußstreben; Dachbalkenköpfe auf langen, waagerecht profilierten Knaggen, Zwischenräume mit Windbrettern geschlossen. | 36515765 | Weitere Bilder |
| Bäringerstraße 28 51° 54′ 26″ N, 10° 25′ 13″ O      | Stadtmauer                | Fragment der historischen Stadtbefestigung (innerer Mauerring) südwestlich des Vititors; Bruchsteinmauerwerk. | 41200081 | BW             |
| Bäringerstraße 28a 51° 54′ 27″ N, 10° 25′ 16″ O     | Wohnhaus                  | Dreigeschossiger Fachwerkbau mit Satteldach in Ziegeldeckung, traufständig. Fassade fachwerksichtig, mit schmalen Zwischengefachen. | 36600649 | Weitere Bilder |
| Bäringerstraße 29 51° 54′ 26″ N, 10° 25′ 16″ O      | Wohnhaus                  | Zweieinhalbgeschossiges Gebäude mit Satteldach in Ziegeldeckung, traufständig. Fassade verputzt, horizontale Gliederung durch Gesimsbänder, Fensteröffnungen mit farbig gefassten Fascien. | 36515795 |                |
| Bäringerstraße 29 51° 54′ 26″ N, 10° 25′ 15″ O      | Nebengebäude              | Eingeschossiges Gebäude mit Satteldach in Ziegeldeckung. Fassade mit Holz verschalt. | 36577191 | BW             |
| Bäringerstraße 30 51° 54′ 26″ N, 10° 25′ 16″ O      | Wohnhaus                  | Zweieinhalbgeschossiges Gebäude mit Satteldach in Ziegeldeckung, traufständig. Fassade verputzt, horizontale Gliederung durch Gesimsbänder, Fensteröffnungen mit farbig gefassten Fascien. | 36515823 | Weitere Bilder |
| Bäringerstraße 30a 51° 54′ 26″ N, 10° 25′ 16″ O     | Wohnhaus                  | Zweigeschossiger Fachwerkbau mit Satteldach, rechts dreigeschossiger Risalit mit giebelständigem Satteldach; traufständig mit seitlichen Bauwichen. Straßenfassade fachwerksichtig. | 36515851 |                |
| Bäringerstraße 30a 51° 54′ 25″ N, 10° 25′ 15″ O     | Gartenlaube               | Eingeschossiger Fachwerkbau mit Satteldach in Betonziegeldeckung, frei stehend. Fassade fachwerksichtig. | 39671508 | BW             |
| Bäringerstraße 30a 51° 54′ 26″ N, 10° 25′ 16″ O     | Vorgarten                 | Vorgarten mit Einfriedung (Bruchsteinmauer mit Holzzaun). | 36599661 | BW             |
| Bäringerstraße 31 51° 54′ 25″ N, 10° 25′ 16″ O      | Wohnhaus                  | Zweigeschossiges Gebäude mit Walmdach in Ziegeldeckung, Straßenfront zur Bäringerstraße mit mittigem Zwerchhaus; traufständiges Eckhaus. Fassade verputzt, im Erdgeschoss Ladeneinbau an der Gebäudeecke. | 36515879 |                |
| Bäringerstraße 32 51° 54′ 24″ N, 10° 25′ 17″ O      | Wohn-/ Geschäftshaus      | Zweigeschossiger Fachwerkbau mit Satteldach in Ziegeldeckung, traufständiges Eckhaus. Fassade fachwerksichtig, EG mit Ladeneinbau von 1951 und Schaufensterverglasung; Giebelseite mit Schiefer verkleidet. Älterer Keller mit zwei Tonnengewölben. | 36600681 | Weitere Bilder |
| Bäringerstraße 32 51° 54′ 24″ N, 10° 25′ 16″ O      | Wirtschaftsgebäude        | Bäringerstraße 32, 4, Goslar, Landkreis Goslar.jpg |          | BW             |
| Bäringerstraße 33 51° 54′ 24″ N, 10° 25′ 17″ O      | Wohn-/ Wirtschaftsgebäude | Zweigeschossiger Fachwerkbau mit Satteldach in Ziegeldeckung, traufständig. Fassade fachwerksichtig, Toreinfahrt. | 36600712 | Weitere Bilder |
| Bäringerstraße 34 51° 54′ 23″ N, 10° 25′ 18″ O      | Wohnhaus                  | Zweigeschossiges Gebäude mit Satteldach in Ziegeldeckung und Dachhäuschen mit hohem Dreiecksgiebel, traufständig. Fassade verputzt, symmetrische Gliederung. | 36515907 | Weitere Bilder |
| Bäringerstraße 35 51° 54′ 23″ N, 10° 25′ 19″ O      | Wohn-/ Geschäftshaus      | Dreigeschossiges Gebäude mit Satteldach in Ziegeldeckung, traufständig. Fassade verputzt, EG mit Ladeneinbau und Schaufensterverglasung. | 36600739 | Weitere Bilder |
| Bäringerstraße 35 51° 54′ 23″ N, 10° 25′ 19″ O      | Anbau                     | Zweigeschossiges Gebäude mit Satteldach in Ziegeldeckung, rückwärtiger Anbau, auf T-förmigem Grundriss. Fassade mit Schiefer verkleidet. | 36589838 | Weitere Bilder |
| Bäringerstraße 36 51° 54′ 23″ N, 10° 25′ 19″ O      | Wohn-/ Geschäftshaus      | Dreigeschossiges Gebäude mit Satteldach in Ziegeldeckung, traufständiges Eckhaus. Fassade verputzt, EG mit Ladeneinbau und Schaufensterverglasung, Giebelseite mit Schiefer verkleidet. | 36600768 | Weitere Bilder |
| Bäringerstraße 37 51° 54′ 22″ N, 10° 25′ 20″ O      | Wohnhaus                  | Zweigeschossiger Fachwerkbau mit Satteldach in Ziegeldeckung, traufständiges Eckhaus. Fassade fachwerksichtig mit schmalen Zwischengefachen; an der Giebelseite Holzverschalung im Giebeldreieck. | 36515937 | Weitere Bilder |
| Bäringerstraße 37 51° 54′ 22″ N, 10° 25′ 19″ O      | Nebengebäude              | Eingeschossiger Fachwerkbau mit Satteldach in Ziegeldeckung, traufständig an einer Seitenstraße rückwärtig angebaut. Fassade fachwerksichtig, Giebelseite mit Holzverschalung im Giebeldreieck. | 36594384 | Weitere Bilder |
| Bäringerstraße 38 51° 54′ 22″ N, 10° 25′ 20″ O      | Wohn-/ Geschäftshaus      | Zweigeschossiger Fachwerkbau mit Satteldach in Ziegeldeckung und mittigem Zwerchhaus, traufständig. Fassade fachwerksichtig, mit schmalen Zwischengefachen, im EG linksseitig Ladeneinbau mit Schaufensterverglasung. | 36515965 |                |
| Bäringerstraße 38 51° 54′ 22″ N, 10° 25′ 20″ O      | Hinterhaus                | Zweigeschossiges Gebäude mit Satteldach in Ziegeldeckung, frei stehend. Fassade mit Schiefer verkleidet, Giebelseite verputzt. | 36587329 |                |
| Bäringerstraße 39 51° 54′ 22″ N, 10° 25′ 21″ O      | Wohn-/ Geschäftshaus      | Dreigeschossiger Fachwerkbau mit Satteldach in Schieferdeckung, traufständiges Eckhaus. Fassade fachwerksichtig; EG auf hohem Steinsockel, rechtsseitig Einbau eines Ladens mit Schaufensterverglasung, Gebäudeecke zurückgesetzt und mit auskragender Fachwerkkonstruktion überdeckt; 1. OG mit Aussteifungen durch K-Streben. | 36600797 | Weitere Bilder |
| Bäringerstraße 39 51° 54′ 21″ N, 10° 25′ 21″ O      | Hinterhaus                | Zweigeschossiger Fachwerkbau mit Satteldach in Schieferdeckung, traufständig. Fassade fachwerksichtig, EG auf hohem Steinsockel; Giebelseite im 1. OG und dem Giebeldreieck mit Schiefer verkleidet. | 39755555 | Weitere Bilder |
| Bäringerstraße 40 51° 54′ 21″ N, 10° 25′ 22″ O      | Wohn-/ Geschäftshaus      | Zweigeschossiger Fachwerkbau mit Walmdach, traufständiges Eckhaus. Fassade fachwerksichtig, im EG Ladeneinbau mit Schaufensterverglasung an der Straßenecke; Seitenflügel an der Beekstraße mit Toreinfahrt. | 36600828 |                |
| Bäringerstraße 41 51° 54′ 21″ N, 10° 25′ 23″ O      | Wohnhaus                  | Dreigeschossiger Fachwerkbau mit Satteldach in Ziegeldeckung, traufständig. Fassade fachwerksichtig, mit schmalen Zwischengefachen; Hoffassade mit Schiefer verkleidet. | 36515996 | Weitere Bilder |
| 51° 54′ 21″ N, 10° 25′ 22″ O                        | Hinterhaus                | Zwei- und dreigeschossiger Massivbau mit Sattel- und Pultdächern in Ziegeldeckung. Fassade im mittleren Gebäudetrakt und dem südseitigen Gebäudeflügel verputzt, im nordseitigen Gebäudeflügel mit Schiefer verkleidet. | 36564917 | BW             |
| Bäringerstraße 42 51° 54′ 21″ N, 10° 25′ 23″ O      | Wohnhaus                  | Zweigeschossiger Fachwerkbau mit Satteldach in Ziegeldeckung, traufständig. Fassade verputzt, mit Putzquaderung. | 36516027 |                |
| Bäringerstraße 43 51° 54′ 21″ N, 10° 25′ 23″ O      | Wohn-/ Geschäftshaus      | Zweigeschossiger Fachwerkbau mit Walmdach mit Ziegeldeckung, traufständiges Eckhaus. Fassade verputzt, mit Putzquaderung; im EG Ladeneinbau an der Straßenecke mit Schaufensterverglasung. | 36600856 | Weitere Bilder |
| Bäringerstraße 43 51° 54′ 20″ N, 10° 25′ 23″ O      | Nebengebäude              | Zweigeschossiger Fachwerkbau mit Satteldach in Ziegeldeckung, traufständig, von der Straße zurückgesetzt durch einen schmalen, eingefriedeten Vorhof. Fassade fachwerksichtig, große Toröffnung auf der linken Fassadenseite; Giebelseite mit Schiefer verkleidet. | 36580257 | Weitere Bilder |